# Stradomia Wierzchnia

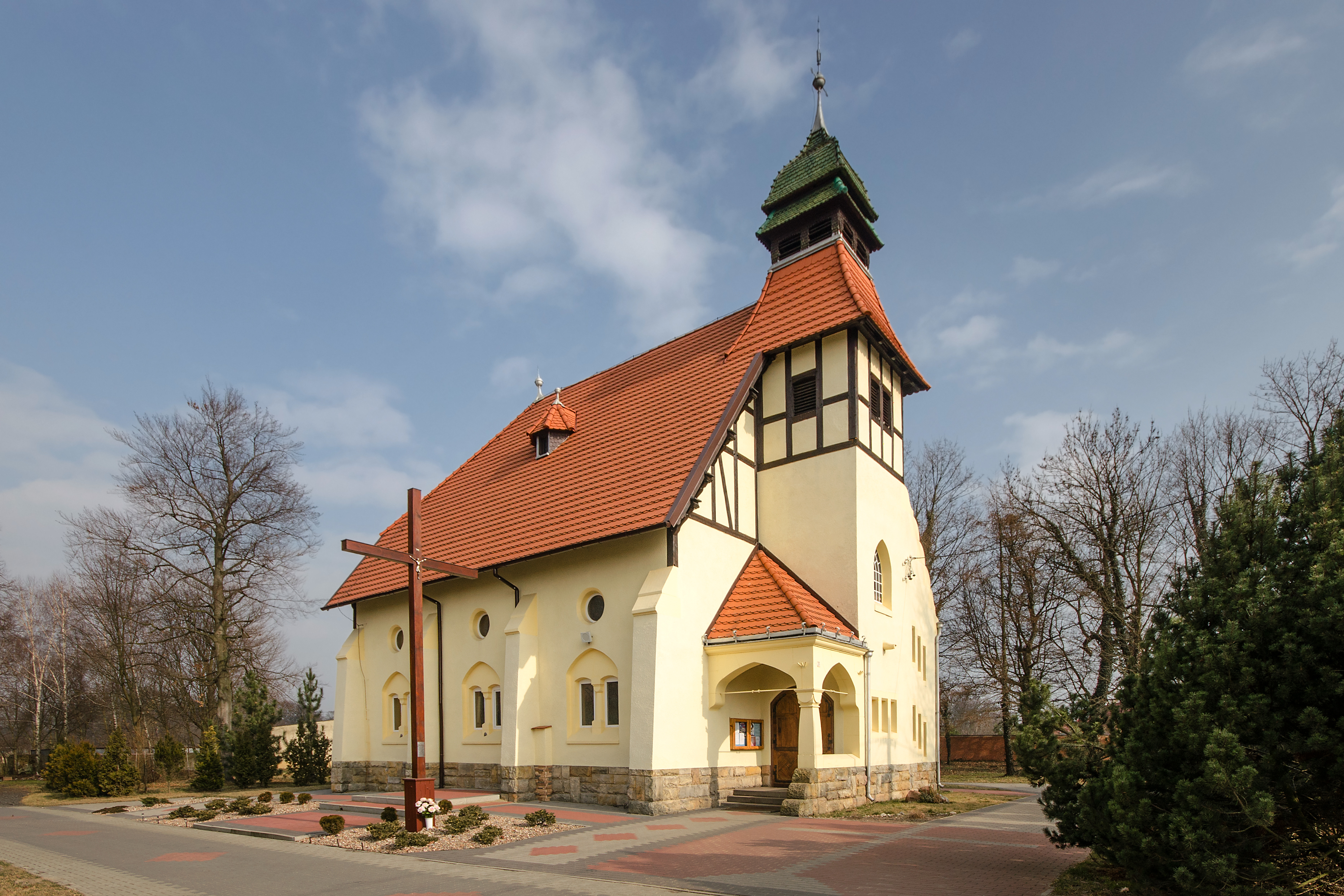
Kościół św. Bartłomieja w Stradomii Wierzchniej

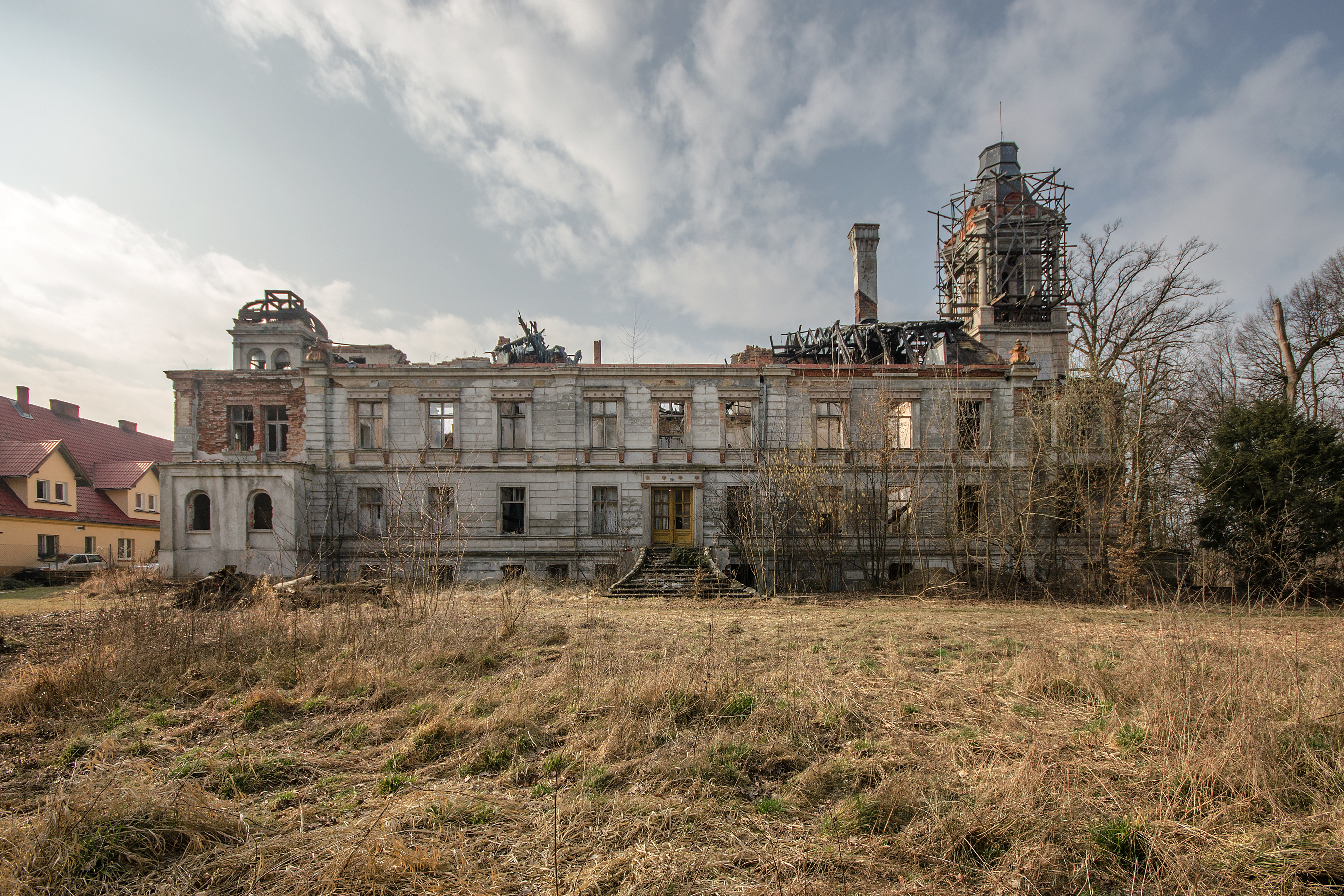
Pałac w Stradomii Wierzchniej - stan obecny

Stradomia Wierzchnia (niem. Ober Stradam) – wieś w Polsce, położona w województwie dolnośląskim, w powiecie oleśnickim, w gminie Syców.
W latach 1975–1998 wieś administracyjnie należała do województwa kaliskiego.

## Nazwa
Nazwa miejscowości notowana była w formach Stradano superiori (ok. 1300), Oberstraden (1651-52), Ober Stradom (1666-67), Ob[er] Stradam (1743), Stradam, Ober- (1783), Stradam, Ober-, Wierzchna Stradomia (1845), Stradam Ober (1919), Ober Stradam (1934), Ober Stradam (1941), Stradomia Wierzchnia (1947).
Jest to nazwa dzierżawcza, która wywodzi się od nazwy osobowej *Stradom, pochodzącej od czasownika stradać ‘tracić’. Została utworzona przez dodanie archaicznego przyrostka -ja. W celu odróżnienia od Stradomi Dolnej opatrzono nazwę członem dyferencyjnym Wierzchnia (niekiedy Górna). W języku niemieckim przyjęła ona formę Ober Stradam.

## Integralne części wsi
| SIMC    | Nazwa     | Rodzaj     |
| ------- | --------- | ---------- |
| 0209527 | Pawłowice | przysiółek |
| 0209533 | Zieleniec | przysiółek |

## Demografia
Według Narodowego Spisu Powszechnego (III 2011 r.) liczyła 1083 mieszkańców. Jest największą miejscowością gminy Syców.

## Zabytki
Do wojewódzkiego rejestru zabytków wpisany jest:
- pałac, z pierwszej połowy XVIII w., przebudowany 1880 r.